# Odiador

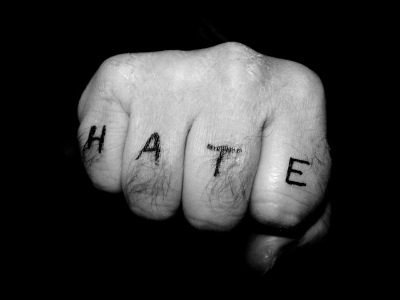
"Odio" (en inglés hate).

La palabra odiador, odiante, o hater (que en inglés significa «[alguien] que odia, que aborrece») hace referencia a un término empleado en Internet para denominar a los usuarios de la red que difaman, desprecian o critican destructivamente a una persona, entidad, obra, producto o a un concepto determinado, a causas poco racionales o tan solo por el acto de difamar.

## Etimología
Las palabras odiador u odiante derivan del verbo odiar, a la par que amador o amante derivan del verbo amar, que a su vez proviene del latín odium que significa conducta detestable, aunque no necesariamente con esa exclusividad; por ejemplo en la escritura latina odium era empleado en multitud de situaciones para expresar una fortísima aversión. El anglicismo hater deriva del antiguo inglés hatian, y esta palabra, a su vez, deriva del noruego hate, que deriva del proto-germano hatojanan, derivado del proto-indio-europeo kad.

## Características
Un odiador puede odiar tanto a una persona como a un grupo de personas, por cuestiones tales como pertenecer a un partido político, a una religión, por su gusto musical, por su clase social, por su país de origen o por el continente al que pertenecen. El odiador justifica su desprecio y establece su razonamiento como correcto, aunque no lo sea, y el de los demás como incorrecto, aunque no lo sea tampoco. Tiende a seguir constantemente las actividades relacionadas con lo que él odia y en el caso de una figura pública, criticará negativamente tanto a la persona como a sus seguidores, simpatizantes o fanes.

## Origen
Ya desde la antigüedad existe el odiador o detractor. Varias figuras públicas (arquitectos, músicos, filósofos, etc.) que solían atraer la admiración de la comunidad se ganaban también el odio o el desprecio de determinadas personas. Estas personas se ocupaban de destruir la reputación y el valor que la comunidad les daba a dichas figuras.